# Giải đua ô tô Công thức 1 Úc 2006
Giải đua ô tô Công thức 1 Úc năm 2006 là chặng đua thứ ba của giải vô địch thế giới Công thức 1 năm 2006. Giải được tổ chức vào ngày 2 tháng 4 năm 2006.

## Xếp hạng chi tiết
| TT      | Tên                  | Đội đua             | Thời gian                 | Điểm |
| ------- | -------------------- | ------------------- | ------------------------- | ---- |
| 1       | Fernando Alonso      | Renault             | 1 giờ 34 phút 27,870 giây | 10   |
| 2       | Kimi Raikkonen       | McLaren             | +1,8 giây                 | 8    |
| 3       | Ralf Schumacher      | Toyota              | +24,8 giây                | 6    |
| 4       | Nick Heidfeld        | BMW                 | +31,0 giây                | 5    |
| 5       | Giancarlo Fisichella | Renault             | +38,1 giây                | 4    |
| 6       | Jacques Villeneuve   | BMW                 | +49,5 giây                | 3    |
| 7       | Rubens Barrichello   | BAR Honda           | +51,9 giây                | 2    |
| 8       | David Coulthard      | Red Bull            | +53,9 giây                | 1    |
| 9       | Jenson Button        | BAR Honda           | +1 vòng                   |      |
| 10      | Christijan Albers    | Midland             | +1 vòng                   |      |
| 11      | Scott Speed          | Scuderia Toro Rosso | +1 vòng                   |      |
| 12      | Takuma Sato          | Super Aguri         | +2 vòng                   |      |
| 13      | Yuji Ide             | Super Aguri         | +3 vòng                   |      |
| bỏ cuộc | Juan Pablo Montoya   | McLaren             | vòng 46                   |      |
| bỏ cuộc | Tiago Monteiro       | Midland             | vòng 39                   |      |
| bỏ cuộc | Vitantonio Liuzzi    | Scuderia Toro Rosso | vòng 37                   |      |
| bỏ cuộc | Michael Schumacher   | Ferrari             | vòng 32                   |      |
| bỏ cuộc | Mark Webber          | Williams            | vòng 22                   |      |
| bỏ cuộc | Christian Klien      | Red Bull            | vòng 4                    |      |
| bỏ cuộc | Jarno Trulli         | Toyota              | vòng 0                    |      |
| bỏ cuộc | Nico Rosberg         | Williams            | vòng 0                    |      |
| bỏ cuộc | Felipe Massa         | Ferrari             | vòng 0                    |      |
| bỏ cuộc | Giancarlo Fisichella | Renault             | vòng 21                   |      |